# PlayStation 2
PlayStation 2 (енгл. PlayStation 2) је играчка конзола из породице PlayStation. Произвођач је јапанска фирма Сони, 2000. године. Припада шестој генерацији конзола и наследник је прве PlayStation конзоле.
PlayStation 2 је најпродаванија конзола икада, са преко 125 милиона продатих примерака. Наследник ПС-а 2 је PlayStation 3.
Сони је у марту 1999. објавио да ради на PlayStationу 2, да би се годину дана после конзола појавила у продавницама широм Јапана.

## Хардвер
Централни процесор ПС-а 2 се одазива на име Емошн Енџн, развијен од стране Сонија и Тошибе за употребу искључиво у PlayStation 2 конзоли.
Процесор ради на радном такту од 294 MHz (касније ревизије су имале повећан радни такт који износи 299 MHz) и састоји се од једног МИПС језгра и 2 векторске јединице (ВП0 и ВП1).
Емошн Енџн има теоријске перформансе од 6,2 Гига Флопса.
Комуникација између МИПС језгра, векторских јединица и меморијског контролера се обавља путем унутрашње магистрале, ширине 128 бита, која ради на половини фреквенције Емошн Енџна.
На брзини од 150 MHz, унутрашња магистрала остварује маскимални бандвит од 2,4 гигабајта у секунди.
Графички подсистем чини Графикс Синтисајзер са радним тактом од 147 MHz, који поседује 16 пиксел пајплајнова и 4 MB уграђене меморије, са теоријским бандвитом од 48 GB/с.
Осим меморије посвећене искључиво графичком процесору, ПС2 поседује 32 MB Рамбусове директне меморије (РДРАМ - Рамбусова Директна меморија) са бандвитом од 3,2ГБ/с према главном процесору.
PlayStation 2 поседује могућност читања DVD и ЦД дискова, као и могућност покретања игара за први PlayStation.
ПС2 користи управљач под називом Дуал Шок 2 и потпуно је исти као Дуал Шок 1 за PlayStation 1, осим разлике у боји (црна уместо беле).
Конзола поседује USB и ИЕЕЕ 1344 портове за надоградњу, који служе за инсталацију хард-диска и мрежног адаптера (у неким ревизијама је ово онемогућено).

## Хардверске ревизије
Након низа мањих ревизија (В3-В11) прва значајна ревизије је била представљање новог ПС-а 2, под називом Слим у новембру 2004. којег су одликовале тиши рад и значајно смањене димензије. Ове ревизија је имала уграђен мрежни адаптер, али је због малих димензија избачен порт за проширење од 3,5 инча и тако спречена инсталација хард-диска.
2007. Сони је почео са испорукама 2. ревизије слим модела, који је имао додатно смањену тежину (са 900 на 600 грама).

## Игре
Најпродаванија игра за ПС2 конзолу је Grand Theft Auto: San Andreas, којег по питању продаје блиско прате његови претходници, Grand Theft Auto 3 i Grand Theft Auto: Vice City.
Значајне резултате продаје су оствариле и игре из Final Fantasy франшизе, Dragon Quest VIII, Gran Turismo 3 i 4, као и оба дела Metal Gear Solid серијала која су изашла на ПС2 конзоли (Sons
of Liberty i Snake Eater).Dragon Quest VIII је имао огроман успех у Јапану, док су SOCOM i God of War серијали имали највише успеха у САД.
Укупан број продатих игара за ПС2, закључно са 31. мартом 2007. је 1,24 милијарда.